# Colonna dei bandi
La colonna dei bandi (colonne des annonces) est une colonne romaine en marbre blanc située sur la Piazza Dante à Grosseto, en Toscane, près de la cathedrale.

## Histoire
La présence d'une colonne servant à l'affichage d'annonces sur la place principale de la ville est attestée en 1617, et se confirme dans les siècles suivants : elle fut vraisemblablement supprimée en 1846 avec les travaux de rénovation de la place par l'ingénieur Angiolo Cianferoni (it) et le positionnement du monument au grand-duc Léopold II de Lorraine, dit Canapone.
La colonne actuelle a été placée sur le même site en 1966, à l'occasion du bicentenaire de la fondation de la Province de Grosseto.

## Description
La colonne date du IIe siècle et a été retrouvée à Roselle en 1863 lors des travaux de construction de la Casa Passerini. Au sommet se trouve un chapiteau d'ordre composite.